# ナソ・ティエル・ディ自治県
ナソ・ティエル・ディ自治県（スペイン語: Comarca Naso Tjër Di）は、パナマの自治県（コマルカ）。先住民族（インディオ）のひとつであるナソ族の自治行政区画で、ほかの県には属していない。2020年12月4日にボカス・デル・トーロ県より分離・設置された。県都はシーイク。人口は約5千人。
県名のティエルはナソ族神話に登場する「大いなる母」の名前で、ディはナソ語で「水」を意味する。ナソ族はテリベ族またはティエル・ディとも呼ばれ、民族独自の王をもつことで知られる。

## 歴史
1997年5月、ナソ族議会は当時の大統領であるエルネスト・ペレス・バラダレスに自治地域の創設を要求するも、テリベ郡区（県、郡に次ぐ行政区画）の設置にとどまった。2008年に同様の法案を立法府である国民議会へ提出するも却下される。
2018年10月25日、国民議会はナソ族の自治県の設置を認めた法案656を採択するも、時の大統領フアン・カルロス・バレーラは、自然保護区への影響と憲法違反を理由に同法案を拒否。
2020年11月12日、最高裁判所は法案656が憲法に違反していないとする判決を出した。判決を受け同年12月4日にラウレンティノ・コルティソ大統領は法案656を承認し、ナソ・ティエル・ディ自治県が発足した。

## 地理
パナマの西部に位置し、コスタリカと国境を接する。国境地帯にはタラマンカ山脈がそびえ、県の大部分が熱帯雨林に覆われている。主な河川はテリベ川で、県都シーイクはテリベ川沿いに位置する。
県の面積は約1千6百平方キロメートルで、そのうち91パーセントにあたる土地はラ・アミスター国立公園およびパロ・セコ森林保護区に指定されている。またラ・アミスター国立公園は世界遺産であるタラマンカ山脈＝ラ・アミスター保護区群とラ・アミスター国立公園を構成している。世界遺産でもある国立公園が県内に所在することは、2018年の論争を呼んだ。

## 隣接行政区画
- ボカス・デル・トーロ県
- リモン州
- プンタレナス州

## 下位区分
1つの郡（Distrito）と3つの郡区（Corregimiento）から成る。
- ナソ・ティエル・ディ郡 - 領域は自治県と同一
  - Bonyik郡区
  - San San Drui郡区
  - テリベ郡区（スペイン語版）